# Hortipes falcatus
Hortipes falcatus là một loài nhện trong họ Corinnidae.
Loài này thuộc chi Hortipes. Hortipes falcatus được miêu tả năm 2000 bởi Bosselaers & Rudy Jocqué.